# Omega Carinae
Omega Carinae è una stella gigante azzurra di magnitudine 3,3 situata nella costellazione della Carena. Dista 370 anni luce dal sistema solare.

## Osservazione

Omega Carinae

Si tratta di una stella situata nell'emisfero celeste australe. Assieme alla vicine Miaplacidus, υ Carinae e θ Carinae forma un asterismo noto come Croce di diamante.
La sua posizione è fortemente australe e ciò comporta che la stella sia osservabile prevalentemente dall'emisfero sud, dove si presenta circumpolare anche da gran parte delle regioni temperate; dall'emisfero nord la sua visibilità è invece limitata alle regioni temperate inferiori e alla fascia tropicale. Essendo di magnitudine 3,3, la si può osservare anche dai piccoli centri urbani senza difficoltà, sebbene un cielo non eccessivamente inquinato sia maggiormente indicato per la sua individuazione.
Il periodo migliore per la sua osservazione nel cielo serale ricade nei mesi compresi fra febbraio e giugno; nell'emisfero sud è visibile anche per buona parte dell'inverno, grazie alla declinazione australe della stella, mentre nell'emisfero nord può essere osservata limitatamente durante i mesi primaverili boreali.

## Caratteristiche fisiche
Omega Carinae è una gigante azzurra; possiede una magnitudine assoluta di -1,98 e la sua velocità radiale positiva indica che la stella si sta allontanando dal sistema solare.
Possiede una velocità di rotazione molto elevata, circa 220 km/s e una luminosità pari a 711 volte la luminosità solare.